# Al-Hammam (Hims)
Al-Hammam (arab. الحمام) – wieś w Syrii, w muhafazie Hims. W 2004 roku liczyła 526 mieszkańców.